# Государственное античное собрание

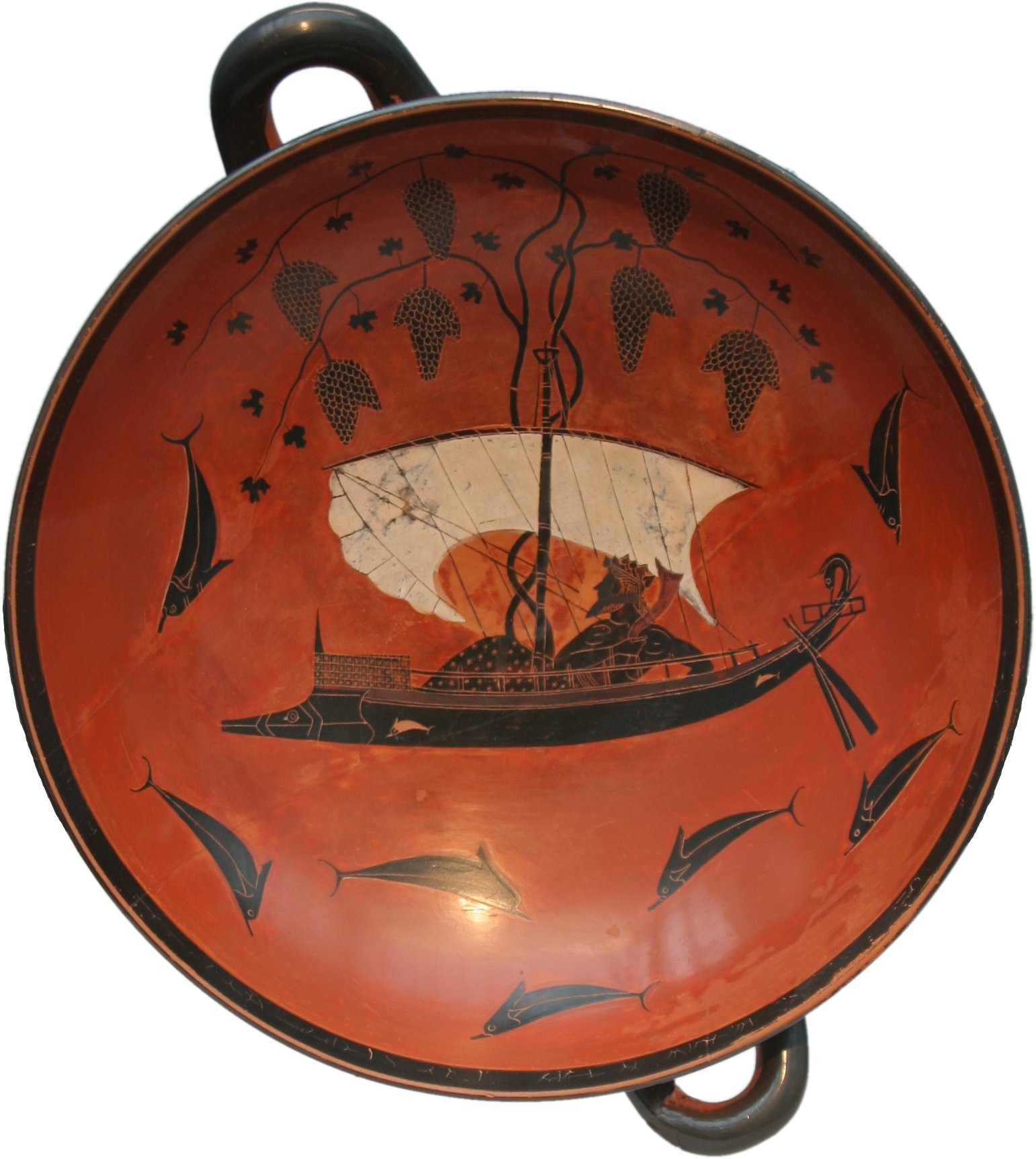
Чаша Эксекия «Дионис» (ок. 530 г. до н. э.)

Государственное античное собрание (нем. Antikensammlungen) — музей античного искусства в Мюнхене, одна из наиболее крупных коллекций древнегреческого, древнеримского и этрусского искусства в Германии.

## Здание
Здание Античного собрания на площади Кёнигсплац в Мюнхене построено в 1838—1848 годах по заказу баварского короля Людвига I по подобию древнегреческого храма коринфского ордера по проекту архитектора Георгом Фридрихом Цибландом. Здание дополнило спроектированную архитектором Лео фон Кленце Королевскую площадь. В 1869—1872 годах в здании находился королевский Антиквариум, а с 1898 по 1912 год в нём также находилась экспозиция мюнхенского Сецессиона. С 1919 года в здании размещалась Новая государственная галерея. Разрушенное во Вторую мировую войну здание было восстановлено и открылось в 1967 году в качестве Античного собрания (прежнее название — Музей античного искусства малых форм).
Основу коллекции составляет собрание античности Виттельсбахов, в частности короля Людвига I. В 1831 г. агент короля Мартин фон Вагнер приобретает коллекцию керамики, найденную на раскопках в этрусском городе Вульчи, а агент Фридрих фон Тирш приобретает на аукционе произведения искусства из наследства Люсьена Бонапарта. Король Людвиг I также приобрёл коллекцию золотых изделий Каролины Мюрат, произведения из бронзы этрусков, найденные на раскопках в Перудже, а также греческую терракоту из нижней Италии.
После смерти короля в 1868 г. его коллекция была объединена с коллекцией античности Виттельсбахов, начало которой положил герцог Альбрехт V. До 1872 г. экспозиция размещалась в Антиквариуме в резиденции и галереях парка Хофгартена, а позднее в цокольном этаже «Новой пинакотеки».
Позднее фонды музея обогатились экспонатами, завещанными частными коллекционерами, в частности Паулем Арндтом (1908 г.), Джеймсом Лёбом (1933 г.) и Гансом фон Шёном (1964 г.). Эти известные коллекции составляли помимо античной керамики экспонаты древности небольшого формата, произведения художественного стекла и бронзового литья, а также изделия из терракоты и золота. Более всего во время Второй мировой войны пострадала коллекция этрусской керамики, находившаяся на складе в разрушенной Новой Пинакотеке.

## Коллекция
В экспозиции музея находятся греческие вазы и керамика, а также изделия из бронзы, золота, стекла и терракоты. Представлены все эпохи греко-римского периода, от микенского кувшина, датируемого XIII веком до н. э., ваз эпохи геометрики (около 900—700 гг. до н. э.), архаического периода (около 700—480 гг. до н. э.) и классического периода (около 500/480 — 323 гг. до н. э.) и до эллинистической керамики (323—146 гг. до н. э.), этрусков и Древнего Рима.

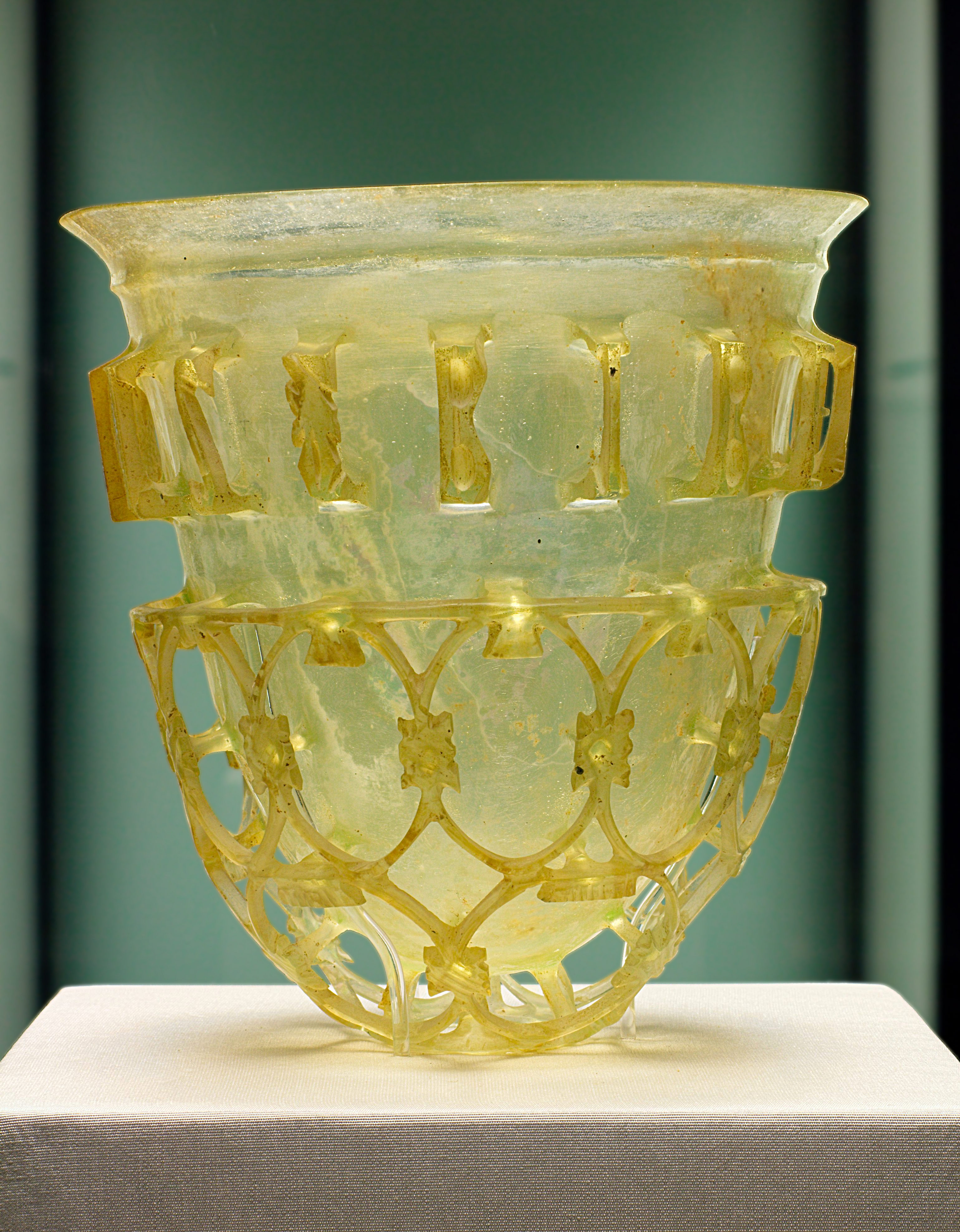
Кёльнский кубок-диатрета (около 400 г. н. э.)

Собрание греческих ваз музея — одно из наиболее значительных в мире, в нём находятся произведения керамики известных греческих художников и мастеров гончарного дела: Амасиса, Эксекия, Архикла, Глаукита, вазописца «Пентесилеи», Андокида, Ольтоса, Клеофона, Финтия, Эфрония, Эфимида, Эпиктета, вазописца Пана, Берлинского мастера, Гиерона, Макрона, Дуриса, вазописца Бриги, Ахелооса и Лидоса.
На знаменитом кёльнском кубке-диатрете (около 400 г. н. э.), подаренном городом Кёльном королю Людвигу I в знак благодарности за вклад в завершение строительства Кёльнского собора, красуется надпись на латыни: «BIBE MULTIS ANNIS» («Пей ещё много лет»).
Наиболее известные экспонаты среди древних украшений — греческо-италийский золотой венец из Арменто, датируемый IV веком до н. э., а также греческие серьги, золотые цепочки и другие украшения того же периода.
Фонды Античного собрания дополняют древние скульптуры, размещённые в мюнхенской Глиптотеке. Произведения греко-римского искусства, возникшего в Египте после его завоевания эллинами, находится в Музее египетского искусства.

## Выставки в Государственном античном собрании
- Миф Трои

## Галерея

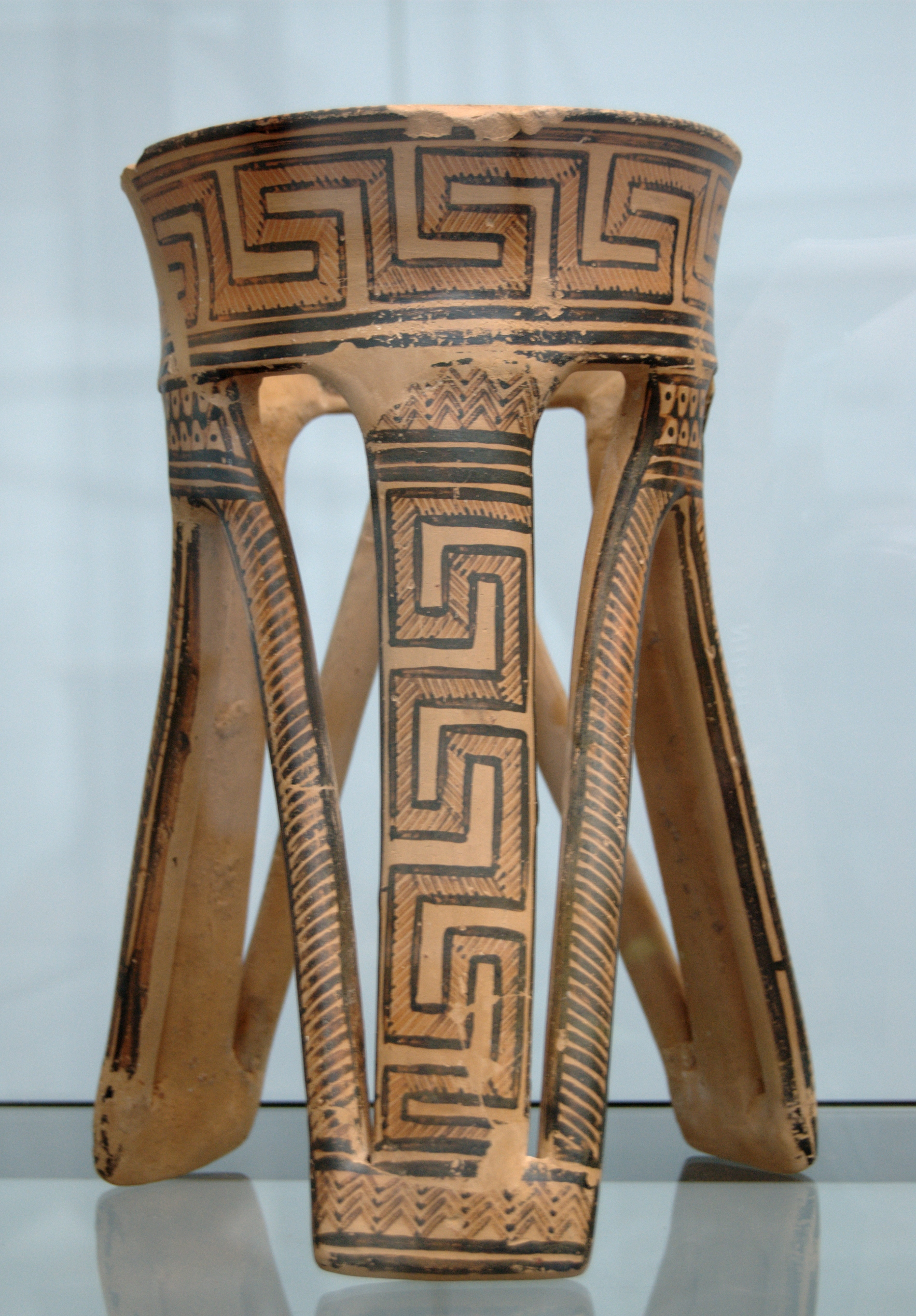
Тренога, IX век до н. э.
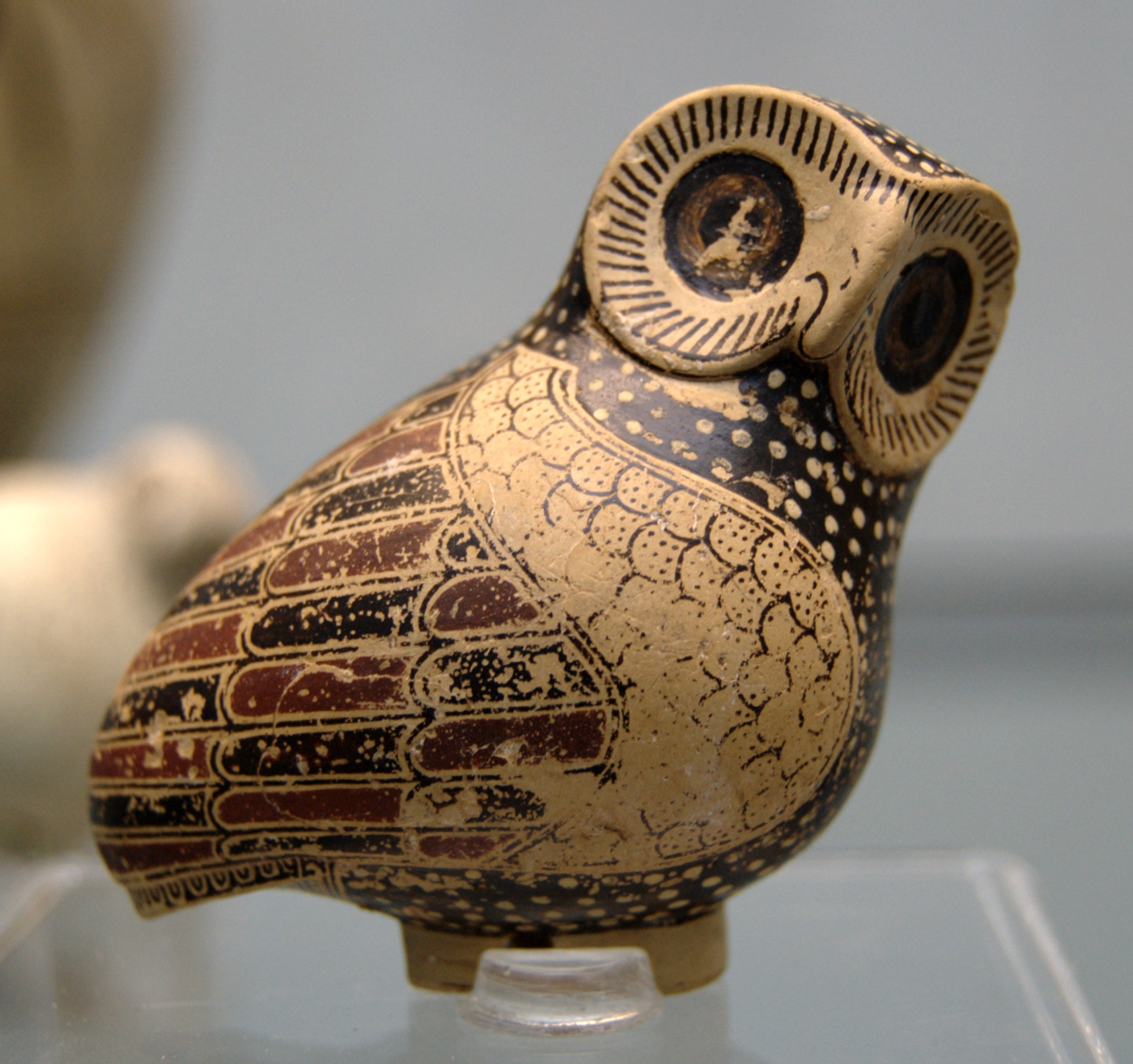
Арибалл в форме совы, VII век до н. э.
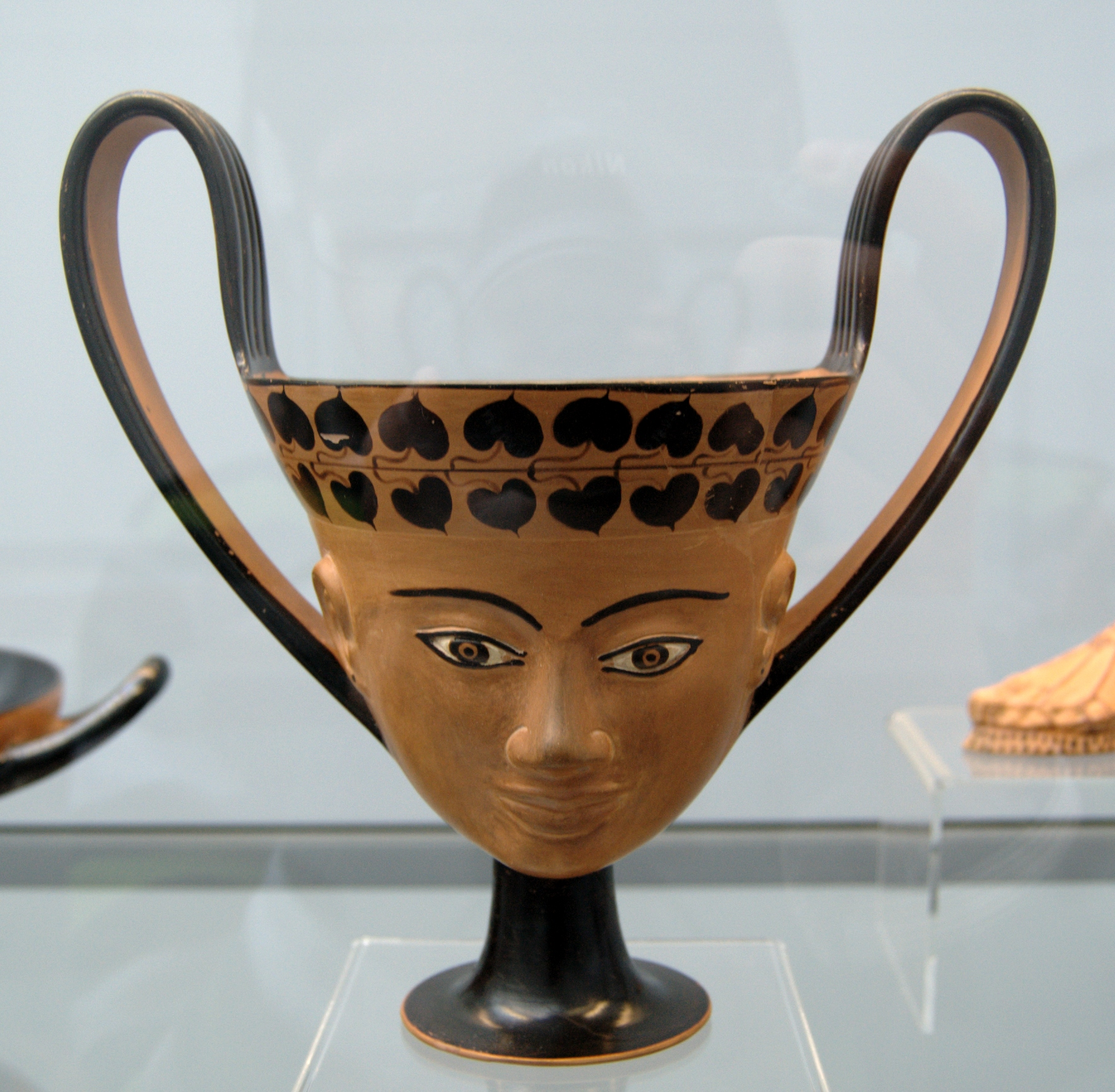
Канфар из Ионии, VI век до н. э.
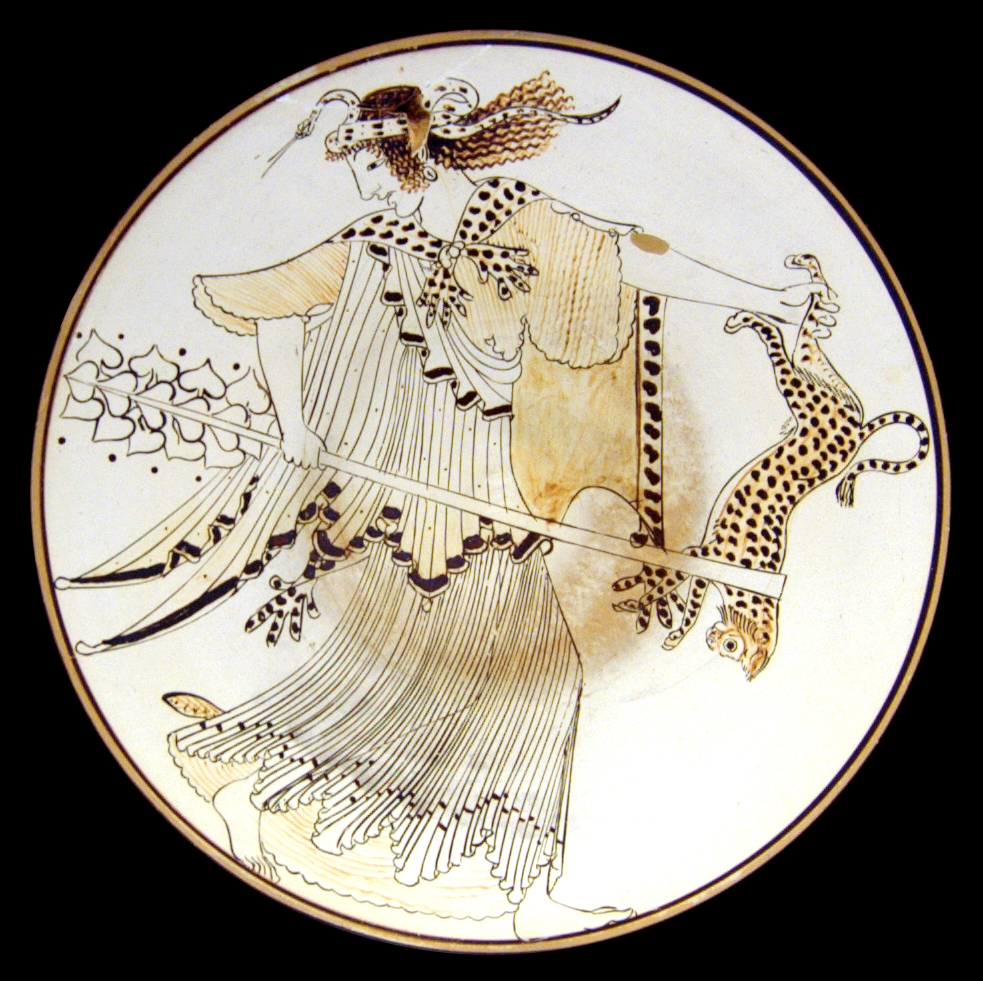
Менада, V век до н. э.
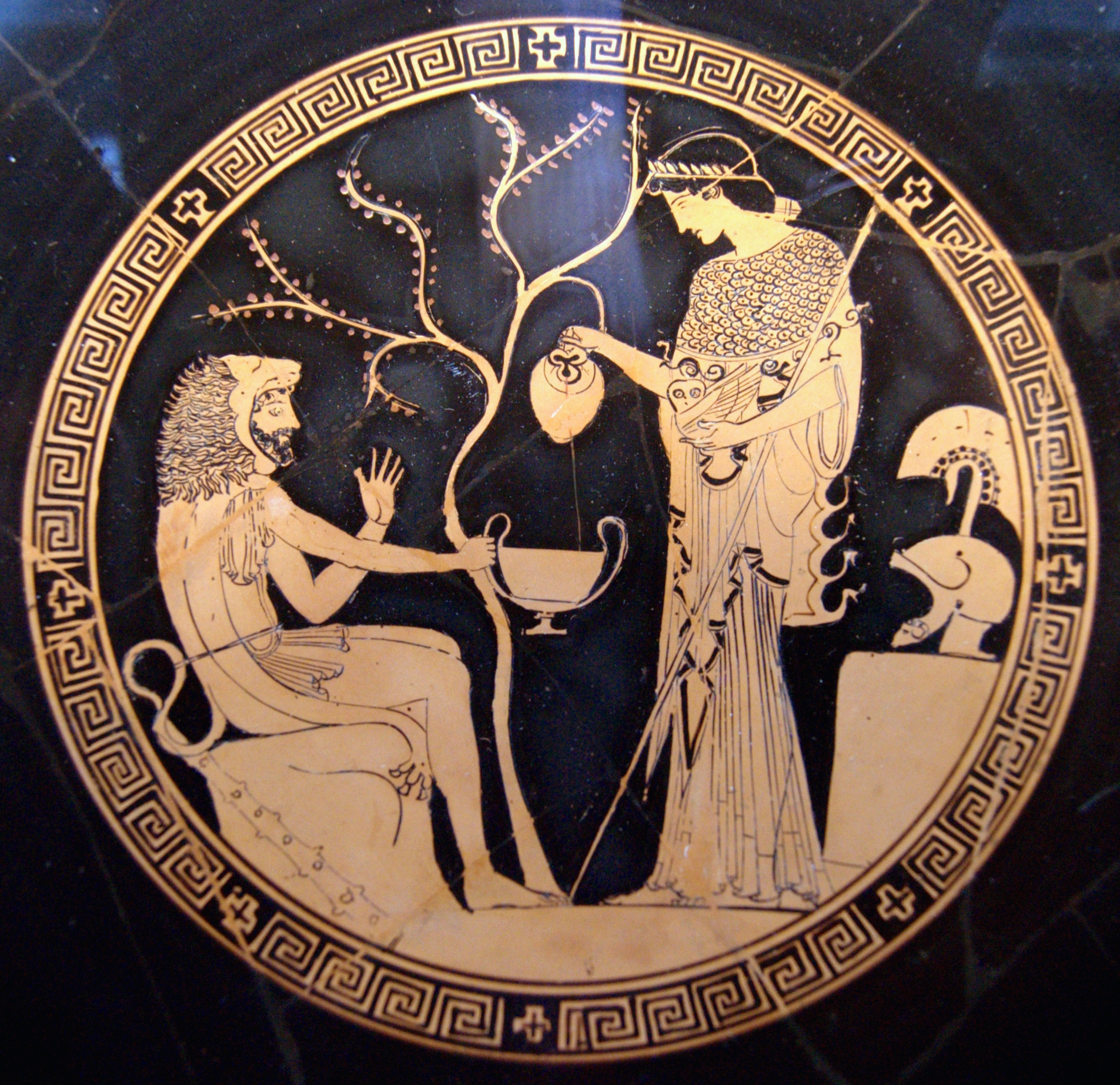
Геракл и Афина. Около 480—470 г. до н. э.
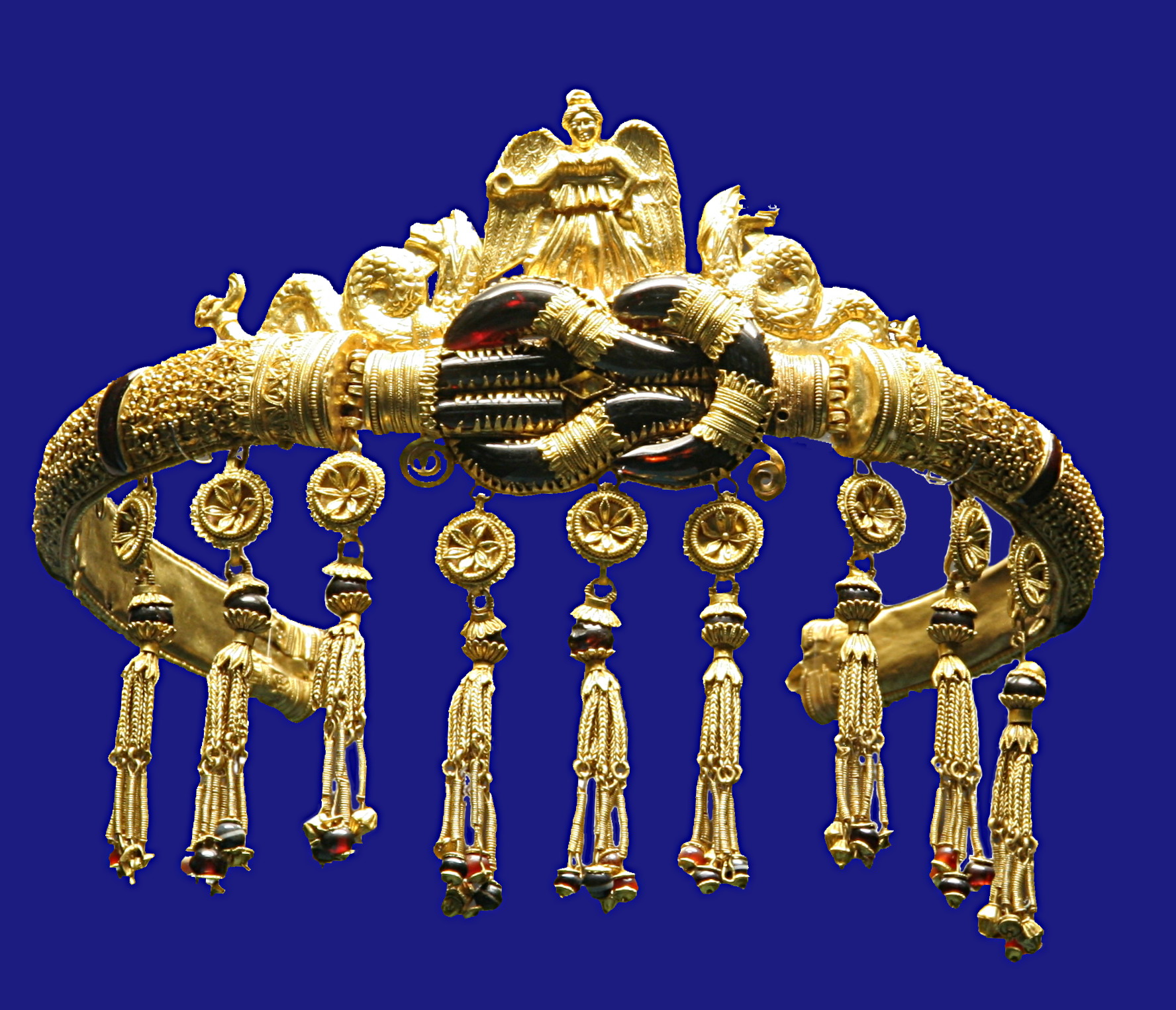
Браслет, IV век до н. э.
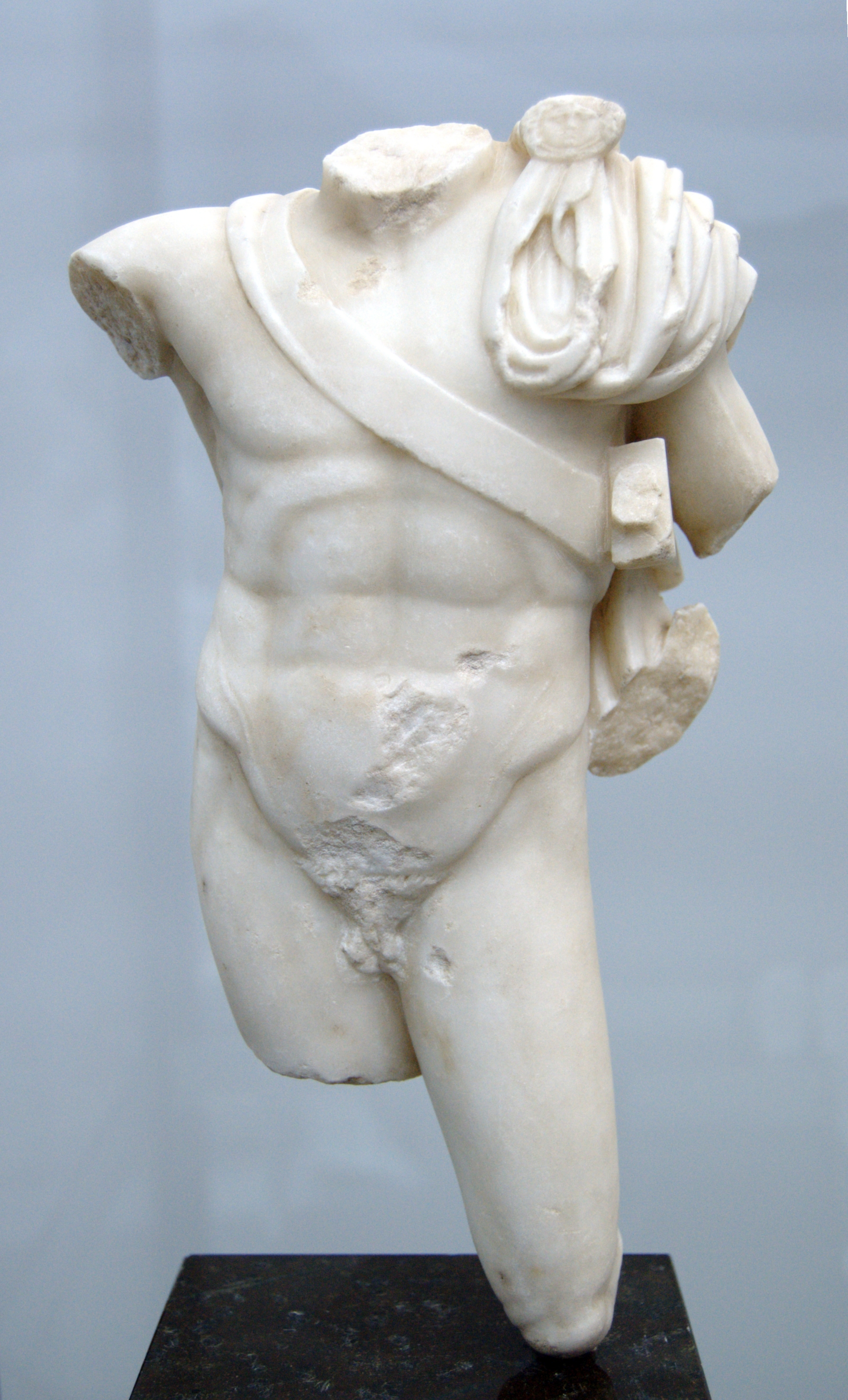
Римская копия: Торс Диомеда